# Domène
Domène je naselje in občina v vzhodnem francoskem departmaju Isère regije Rona-Alpe. Leta 2009 je naselje imelo 6.650 prebivalcev.

## Geografija
Kraj leži v pokrajini Daufineji ob reki Isère, 10 km vzhodno od središča Grenobla. V neposredni bližini, severovzhodno od kraja, se nahaja letališče Grenoble-Le Versoud.

## Uprava
Domène je sedež istoimenskega kantona, v katerega so poleg njegove vključene še občine Chamrousse (del), La Combe-de-Lancey, Laval, Murianette, Revel, Sainte-Agnès, Saint-Jean-le-Vieux, Saint-Martin-d'Uriage, Saint-Mury-Monteymond, Le Versoud in Villard-Bonnot s 26.700 prebivalci.
Kanton Domène je sestavni del okrožja Grenoble.

## Zanimivosti
- ostanki cerkve nekdanjega benediktinskega priorstva iz 11. stoletja;

## Pobratena mesta
- Mühlhausen-Ehingen (Baden-Württemberg, Nemčija).
- Vedano al Lambro (Lombardija, Italija).